# Медна акула
Медната акула (Carcharhinus brachyurus) е вид пилозъба акула от семейство Сиви акули (Carcharhinidae). Видът е почти застрашен от изчезване.

## Разпространение и местообитание
Разпространен е в Австралия (Виктория, Западна Австралия, Нов Южен Уелс, Тасмания и Южна Австралия), Албания, Алжир, Аржентина, Босна и Херцеговина, Бразилия, Гърция, Екваториална Гвинея, Испания (Канарски острови), Италия, Китай (Джъдзян, Дзянсу, Ляонин, Хъбей и Шандун), Мавритания, Малта, Мароко, Мексико (Долна Калифорния), Намибия, Нова Зеландия (Северен остров), Перу, Португалия, Русия, САЩ (Калифорния), Северна Корея, Турция, Уругвай, Франция, Хърватия, Черна гора, Южна Африка, Южна Корея и Япония (Хоншу).
Среща се на дълбочина от 23 до 360 m, при температура на водата от 6,4 до 20,5 °C и соленост 34,4 — 36 ‰.

## Описание
На дължина достигат до 3,3 m, а теглото им е максимум 304,6 kg.
Продължителността им на живот е около 30 години.